# Lijst van voetbalinterlands Benin - Equatoriaal-Guinea (vrouwen)
Deze lijst van voetbalinterlands is een overzicht van alle officiële voetbalinterlands tussen de nationale vrouwenteams van Benin en Equatoriaal-Guinea. De landen hebben tot nu toe één keer tegen elkaar gespeeld.

## Wedstrijden
| № | Plaats  | Datum       | Competitie        | Wedstrijd                  | Uitslag |
| - | ------- | ----------- | ----------------- | -------------------------- | ------- |
| 1 | Cotonou | 29 mei 2006 | Vriendschappelijk | Benin − Equatoriaal-Guinea | 2 − 3   |

## Samenvatting
| Competitie        | Totaal gespeeld | Winst Benin | Gelijk | Winst Equatoriaal-Guinea | Doelsaldo Benin – Equatoriaal-Guinea |
| ----------------- | --------------- | ----------- | ------ | ------------------------ | ------------------------------------ |
| Vriendschappelijk | 1               | 0           | 0      | 1                        | 2 − 3                                |
| Totaal            | 1               | 0           | 0      | 1                        | 2 − 3                                |